# Berel Lazar
Shlomo Dovber Pinchas Lazar (in ebraico ברל לזר‎?, meglio noto come Berel Lazar; Milano, 19 maggio 1964) è un rabbino e mistico italiano, ebreo ortodosso naturalizzato statunitense e russo, rinomato membro del movimento Chabad Lubavitch chassidico e dal 2000 Rabbino Capo della Russia, presidente della Federazione delle comunità ebraiche della Russia e della Federazione delle comunità ebraiche della CSI. Conosciuto per la sua amicizia con Vladimir Putin,  a volte viene chiamato "il rabbino di Putin". Nel settembre 2005 Lazar è diventato membro della Camera Pubblica della Federazione Russa.

## Biografia
Nato a Milano nel 1964. I suoi genitori erano tra i primi inviati da Rabbi Menachem Mendel Schneerson per organizzarvi il movimento Chabad. Fino all'età di 15 anni studiò presso la scuola del Merkos di Milano, affiliata alla Merkos L'Inyonei Chinuch. In seguito proseguì i suoi studi a New York, conseguendo un bachelor in studi religiosi presso il Rabbinical College of America di Morristown. All'età di 23 anni venne ordinato rabbino presso la Tomchei Temimim a New York.
Nel 1990 Berel Lazar divenne Rabbino della sinagoga del distretto Mar'ina Rošča di Mosca. Nel 1992 Lazar venne in contatto con l'imprenditore israeliano Lev Leviev, il quale lo introdusse agli uomini d'affari Boris Abramovič Berezovskij e Roman Abramovič. Quest'ultimo divenne uno dei principali benefattori della sinagoga di Mar'ina Rošča.
Nel 1993 Lazar venne nominato presidente dell'Alleanza rabbinica della Confederazione degli Stati Indipendenti, creata su sua iniziativa.
Nei primi anni 90' Lazar partecipò attivamente alle attività del "Congresso delle organizzazioni e delle associazioni religiose ebraiche in Russia" (Конгресс еврейских религиозных организаций и объединений в России); prese inoltre parte al congresso fondativo del "Congresso Ebraico Russo" (Российский еврейский конгресс) nel 1996, facendo parte del comitato di presidenza di tale organizzazione.
Nel 1997 contribuì allo stabilimento della "Federazione delle comunità ebraiche della comunità degli stati indipendenti" in rappresentanza di Chabad in 15 Stati nati dalla dissoluzione dell'Unione Sovietica.
In occasione del primo congresso della "Federazione delle comunità ebraiche di Russia" (Федерация еврейских общин России), apertosi il 15 novembre del 1999, venne eletto rabbino capo di tale organizzazione.
Nel maggio del 2000 ottenne la cittadinanza russa. Nel giugno del medesimo anno, in occasione di un congresso pan-ebraico, includente le comunità ebraiche russe rappresentate dalle diverse organizzazioni, venne eletto Rabbino capo di Russia.
Lazar si è espresso contro l'invasione russa dell'Ucraina nel 2022, ha invitato la Russia a ritirarsi e a porre fine alla guerra e si è offerto di mediare.